# 有料老人ホーム
有料老人ホーム（ゆうりょうろうじんホーム）とは、老人福祉法を根拠として、常時1人以上の老人を入所させ、介護等サービスを提供することを目的とした施設（老人ホーム）で、老人福祉施設でないものである。設置は届出制となっている。

## 概要
提供される介護サービスには、入浴、排せつ、食事の介護、食事の提供などが含まれる。老人の福祉を図るため、その心身の健康保持及び生活の安定のために必要な措置として設けられている制度である。ちなみに、老人福祉法上、「老人」の定義はない。
平均的な有料老人ホームは居室数50室ほどを持ち、約18平方メートルほどのトイレ付個室が標準である。リビング・ダイニングや機械浴を含む浴室は共用となっている。民間企業が経営しているケースが多く、料金設定も様々（数百万円 - 数千万円）で入居一時金を支払う（終身）利用権方式、賃貸借方式、終身建物賃貸借方式がある。
2000年の介護保険法施行以後、介護分野以外の様々な業種の民間事業者による設立が相次ぎ、2013年現在、全国で8,499施設が設立されている。厚生労働省の統計で、2000年は349施設で、2018年は13,354施設である。

## 設置
設置に当たっては都道府県知事、政令指定都市長又は中核市市長への届出が必要である（第29条第1項）。ただし、サービス付き高齢者向け住宅として都道府県・政令市・中核市に登録していれば、届出は不要である（高齢者住まい法第23条）。
いわゆる住所地特例の対象である。建築基準法による用途規制により、12種ある用途地域のうち工業専用地域では建築できない。その他の11の用途地域において建築可能である。

## 定義と変遷
1963年に制定された老人福祉法（昭和38年法律第133号）により有料老人ホームは、老人を収容し、給食その他日常生活上必要な便宜を供与することを目的とする施設として法的に位置付けられ、同法において、設置者に対し、有料老人ホーム設置後の届出が義務付けられた。この時は、常時10人以上の老人を収容するものが有料老人ホームとしての届出の対象とされていた。
その後、有料老人ホームの経営悪化等による入居者の処遇に関する問題が発生していたことから、行政による指導をより実効的にするために、1990年に老人福祉法の一部が改正され、(1)施設の設置届について従来の事後届出から事前届出に改める規定（第29条第1項）、(2)都道府県知事に改善命令権を付与する規定（第29条第8項）、(3)設置届がなされない場合の罰則規定（第40条第3号）等が新たな規制として設けられた。
しかし、その後も有料老人ホームの数が年々増加する一方で、「食事の提供」を自ら行わないことから有料老人ホームには該当しないと主張する小規模な施設が増えたため、2005年にも老人福祉法が改正され、入居人数の要件の撤廃など定義の見直しが実施されるとともに、有料老人ホーム設置者に対する帳簿作成等の義務付け、都道府県知事に対する立入検査権限の付与等の規定が盛り込まれた。
2015年現在、老人福祉法第29条第1項において、有料老人ホームとは、（1）老人を入居させ（いわゆる「入居サービス」）、(2)当該老人に対して「入浴、排せつ又は食事の介護」、「食事の提供」、「洗濯、掃除等の家事」又は「健康管理」の少なくとも一つのサービス（いわゆる「介護等サービス」であり、必ずしも介護保険上のサービスを含むものではない。）を供与する施設として定義されている。また、委託契約により第三者が介護等サービスを提供する場合であっても、有料老人ホーム事業に該当するが、入居サービス提供者と介護等サービス提供者との間に直接の委託関係がない場合を一律に排除しているものではなく、介護等サービス提供者は、入居サービス提供者と委託契約をした者から再委託をされた者など、すべての第三者のうち、実質的にサービスの提供を行っている者を含むと解される。なお、都道府県知事等への届出の有無にかかわらず、入居サービスと介護等サービスの実施が認められるものは、定義上は「有料老人ホーム」として取り扱われるため、届出がなくとも都道府県知事等は老人福祉法に基づく指導を受けることとなる。

## 問題
入居一時金、介護サービスの質等に関し、有料老人ホームに関する苦情が、国民生活センターなどに多く寄せられるようになった。特に、入居して90日以内の退所や死亡によって解約する場合に、一定額を差し引きつつ利用料を返還する、いわゆる「90日ルール」の義法制化が目指されている。しかし、法制化したとしても90日を超えてからの退所・死亡により解約する場合の入居一時金の保護の問題はなお残る。東京大学名誉教授で会計学の専門家・醍醐聡は、入居一時金の保護を徹底すべきだと指摘している。
なお、2011年の通常国会で老人福祉法が改正され、有料老人ホームの「短期解約特例」が法制化された。公布日は同年6月22日、法律72号。

## 有料老人ホームの種別

### 介護付有料老人ホーム（一般型特定施設入居者生活介護）
介護等のサービスが付いた高齢者向けの居住施設であり、介護が必要となっても、当該有料老人ホームが提供する特定施設入居者生活介護を利用しながら当該有料老人ホームの居室で生活を継続することが可能である。介護サービスは有料老人ホームの職員が提供することとなっており、特定施設入居者生活介護の指定を受けていない有料老人ホームについては介護付と表示することはできない。
2006年より、介護サービス情報の公表制度が導入され、介護付有料老人ホーム（特定施設入居者生活介護）の基本情報項目（自主申告の情報）、調査情報項目（調査員により客観的に確認された情報）がインターネット上で見ることが出来るようになっている。

### 介護付有料老人ホーム（外部サービス利用型特定施設入居者生活介護）
介護等のサービスが付いた高齢者向けの居住施設であり、介護が必要となっても、当該有料老人ホームが提供する特定施設入居者生活介護を利用しながら当該有料老人ホームの居室で生活を継続することが可能である。有料老人ホームの職員が安否確認や計画作成等を実施し、介護サービスは委託先の介護サービス事業所が提供する。特定施設入居者生活介護の指定を受けていない有料老人ホームについては介護付と表示することはできない。

### 住宅型有料老人ホーム
生活支援等のサービスが付いた高齢者向けの居住施設であり、介護が必要となった場合、入居者自身の選択により、地域の訪問介護等の介護サービスを利用しながら当該有料老人ホームの居室での生活を継続することが可能である。要介護度が重度になった場合、特定施設入居者生活介護より介護保険費用がかかるとされている。

### 健康型有料老人ホーム
食事等のサービスが付いた高齢者向けの居住施設であるが、介護が必要となった場合には、契約を解除し退去しなければならない。全国的にも数は非常に少ない。

### 特定有料老人ホーム
老人福祉法第29条に規定する有料老人ホームであって(1)医療法に規定する病院、老人福祉法に規定する養護老人ホーム、特別養護老人ホーム、軽費老人ホーム又は介護保険法に規定する介護老人保健施設に隣接した場所に設置するもの。(2)定員が50人未満のもの。(3)利用料が比較的低廉であり、かつ、入居者からは原則として利用料以外の金品を徴収しないもの、の要件をすべて満たすもの。独立行政法人福祉医療機構から融資の対象となる。

### サービス付き高齢者向け住宅
有料老人ホームの定義に当てはまる限り、有料老人ホームとしても取り扱われる。

## 業界団体
有料老人ホームの業界団体として、公益社団法人全国有料老人ホーム協会（有老協）と、介護付きホームの業界団体として、一般社団法人全国介護付きホーム協会（介ホ協）がある。

全国有料老人ホーム協会は老人福祉法第三十条及び三十一条に規定された団体であり、業務指定の他、名称の使用制限が課せられている。「輝（かがやき）・友の会」への入会金・年会費は無料。『有料老人ホーム標準入居契約書及び標準管理規程』『特定施設入居者生活介護等標準利用契約書及び解説』などの図書もこの協会が出版している。この協会は事業として、入居金保全のための入居者基金制度も行っている。

全国介護付きホーム協会は、厚生労働省をはじめとする行政機関への意見表明・要望や、介護付きホームの運営に特化した研修会・セミナーの開催などを行っている。